# Scopula atlantica
Scopula atlantica là một loài bướm đêm trong họ Geometridae. Loài này được Walker miêu tả khoa học lần đầu tiên vào năm 1875.